# 페드로 선장의 모험
페드로 선장의 모험(Captain From Castile)은 미국에서 제작된 헨리 킹 감독의 1947년 영화이다. 타이론 파워 등이 주연으로 출연하였고 러마 트로티 등이 제작에 참여하였다.

## 줄거리
1518년 스페인 하엔 인근. 카스티야의 카바예로 페드로는 치안 유지 조직 산타 에르만다드(Santa Hermandad)의 최고위직 디에고로부터 도망한 메시카인 노예 코아틀을 구해준다. 디에고는 페드로와 그의 가족들을 이단으로 몰아 감옥에 가두고, 이단심문 과정에서 여동생이 사망한다. 페드로는 디에고가 감옥에 찾아왔을 때 그를 칼로 찌르고 탈출한다.
페드로는 가족들을 이탈리아로 보내고 에르난 코르테스의 멕시코 정복길에 합류한다. 이들은 베라크루스의 비야 리카(Villa Rica)에 도착한다. 아즈텍 제국의 우에이 틀라토아니 모테쿠소마 쇼코요친은 뇌물과 협박을 통해 떠날 것을 종용하지만 코르테스는 이를 듣지 않고 내지의 셈포알라(Zempoala), 촐룰라(Cholula)까지 진입한다. 코르테스의 지휘권을 빼앗기 위해 쿠바 총독 디에고 벨라스케스 데 케야르가 나타나지만 코르테스가 승리를 거둔다.
멕시코에 산타 에르만다드를 유치 시키기 위해 디에고가 왕의 사절로 파견된다. 그날 밤 디에고가 교살 당해 페드로가 사형 선고를 받지만 코아틀이 자백한다.
에르난 코르테스는 아즈텍 수도로 진군한다.

## 출연

### 주연
- 타이론 파워 - 페드로 데 바르가스 역

### 조연
- 진 피터스 - 카타나 페레스, 술집 여성 역
- 시저 로메로 - 에르난 코르테스 역
- 리 J. 코브 - 후안 가르시아 역
- 존 서턴 - 디에고 데 실바 역
- 안토니오 모레노 - 돈 프란시스코 데 바르가스, 아버지 역
- 토머스 고메즈 - 바르톨로메 신부 역
- 앨런 모브리
- 바버라 로런스
- 조지 주코
- 로이 로버츠
- 마크 로런스
- 제이 실버힐스 - 코아틀 역

## 제작진
- 의상: 찰스 러메어